# Cymolutes
Cymolutes is een geslacht van straalvinnige vissen uit de familie van lipvissen (Labridae). Het geslacht is voor het eerst wetenschappelijk beschreven in 1861 door Guenther.

## Soorten
- Cymolutes lecluse (Quoy & Gaimard, 1824)
- Cymolutes praetextatus (Quoy & Gaimard, 1834)
- Cymolutes torquatus (Valenciennes, 1840)